# 만항재
만항재(晩項-, Manhangjae)는 강원특별자치도 정선군 고한읍 고한리와 태백시 혈동 사이에 있는 백두대간의 고개다. 높이는 해발 1,330m, 도로 경사는 10%이다. 대한민국에서 차량을 이용해 갈 수 있는 가장 높은 고개이기도 하다.
지방도 제414호선을 이용해 정선과 태백 사이를 이동할 때 이 고개를 넘어가게 된다. 고려 말 또는 조선 초기 경기도 개풍군 광덕면에 위치한 광덕산 서쪽 기슭에 위치한 두문동에서 살던 주민 일부가 정선으로 옮겨와 살면서 고려에 대한 충절을 지켰던 사람들이 고향에 돌아갈 날만을 기다리며 이 곳에서 가장 높은 곳인 만항에서 소원을 빌었다고 해서 '망향'이라고 불리다가 후에 '만항'으로 바뀌었다고 한다.

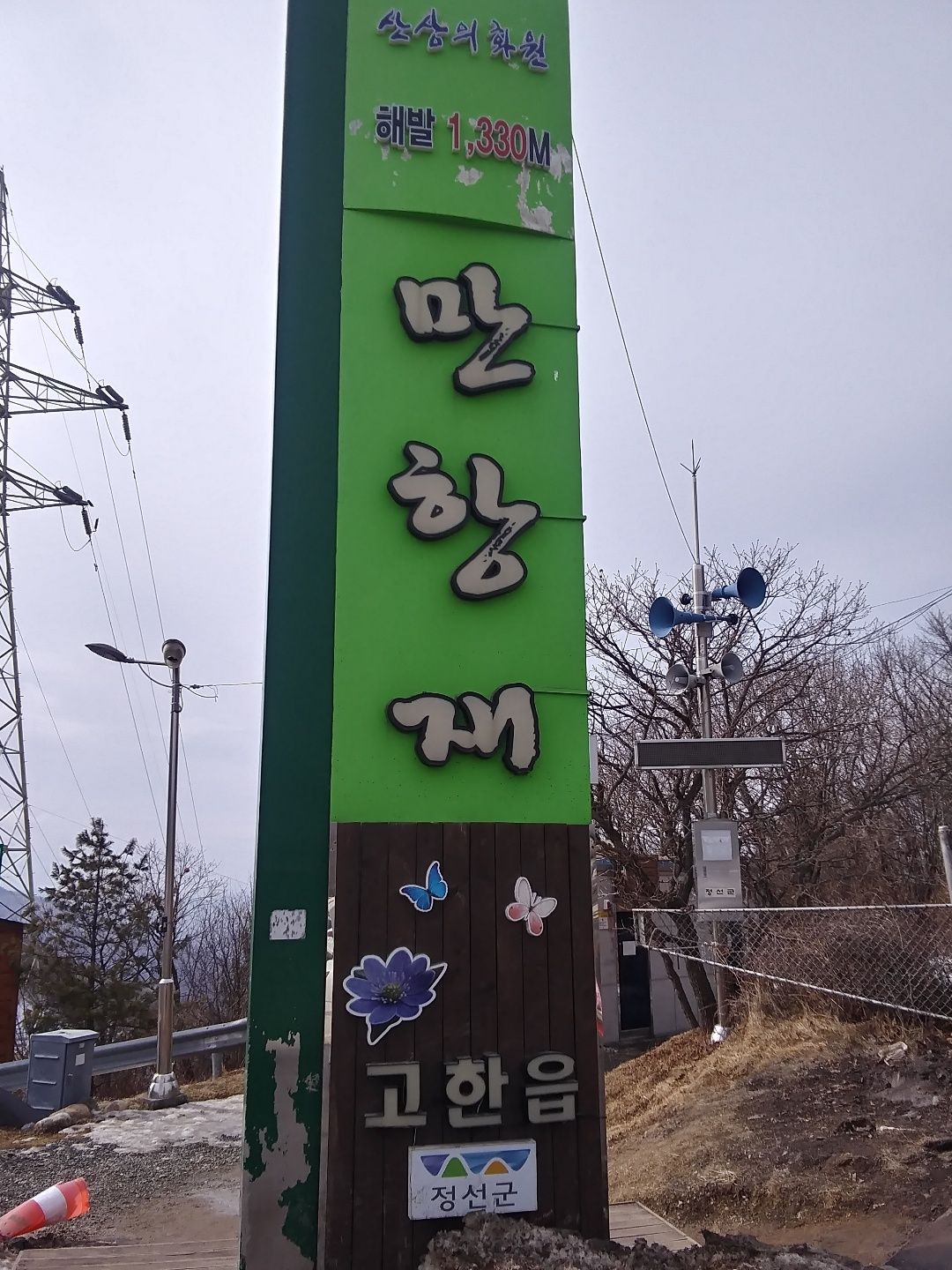
만항재 정상의 모습